# Matthew Town
Matthew Town este o localitate situată în partea de sud a statului Bahamas, fiind singura de pe insula Great Inagua. Amplasat pe latura sud-vestică a insulei, Matthew Town își trage denumirea din cea a numelui guvernatorului George Matthew (în funcție între 1844-1849), perioadă în care Great Inagua a fost colonizată. Port. Localitatea a fost serios afectată de uraganul Ike. Este reședința districtului Inagua.